# Soghad
Soghad (em persa: صغاد, também romanizada como Şoghād; também conhecida como Soqād e Sughāt) é uma cidade do distrito central do condado de Abadeh, na província de Fars, no Irã. Segundo o censo de 2006, sua população era de 11 065, em 3 001 famílias.